# Wind & Wuthering
Wind & Wuthering (с англ. — «Ветер и буря») — восьмой студийный альбом британской прогрок-группы Genesis, выпущенный 17 декабря 1976 года. Первый из двух альбомов, записанных на студии Relight Studios в голландском городе Хилваренбек. Этот альбом стал последним альбомом Genesis, в записи которого принимал участие гитарист Стив Хэкетт. Музыкант так прокомментировал своё решение: «Я ушёл не потому что не был доволен музыкой группы, а потому что у меня не было возможности создавать собственный музыкальный мир».
Альбом получил положительные отзывы критиков и способствовал росту популярности группы в США. Он достиг 7-го места в Великобритании и 26-го в США и стабильно продавался, в конечном итоге получив золотую сертификацию Британского фонографического института и Американской ассоциации звукозаписывающих компаний. Сингл «Your Own Special Way» стал первым синглом группы в чартах США, достигнув 62-й строчки. Последовавший тур в поддержку альбома был их первым для концертного барабанщика Честера Томпсона и последним для Хэкетта.
Три трека, записанные в ходе студийных сессий и оставшихся невостребованными на пластинке, впоследствии были выпущены в виде мини-альбома Spot the Pigeon. В 2007 году альбом был переиздан с новым стерео-миксом, а также с 5.1-канальным объёмным звучанием.

## Об альбоме
Альбом получил своё название из романа Эмили Бронте «Грозовой перевал» («Wuthering Heights»), последние строки которого, — «how anyone could ever imagine unquiet slumbers for the sleepers in that quiet earth», — дали названия седьмой и восьмой композициям альбома. Лирика Wind & Wuthering отсылает к укладу английской жизни, узнаваемой и мифологизированной одновременно. «Eleventh Earl of Mar» отсылает к исторической личности — Джону Эрскину, 23-му графу Мар. Первая строчка заимствована из романа «Полёт цапли» писательницы Д. К. Бростер. Композицию «One for the Vine» Бэнкс начал писать ещё в ходе сессий к предыдущего альбома Genesis. Он потратил около года на завершение композиции.
Дизайном обложки занималась студия Hipgnosis Сторма Торгесона.
По словам Тони Бэнкса, Wind & Wuthering входит в число его двух наиболее любимых альбомов Genesis. Стив Хэккет также подтвердил, что ему «очень нравится» этот альбом. Майк Резерфорд, напротив, считает, что в нём «недостаточно перца».

## Список композиций
| №  | Название               | Автор(ы)                                | Длительность |
| -- | ---------------------- | --------------------------------------- | ------------ |
| 1. | «Eleventh Earl of Mar» | Тони Бэнкс, Майк Резерфорд, Стив Хэкетт | 7:39         |
| 2. | «One for the Vine»     | Бэнкс                                   | 9:56         |
| 3. | «Your Own Special Way» | Резерфорд                               | 6:15         |
| 4. | «Wot Gorilla?»         | Бэнкс, Фил Коллинз                      | 3:12         |

| №                   | Название                             | Автор(ы)                 | Длительность |
| ------------------- | ------------------------------------ | ------------------------ | ------------ |
| 1.                  | «All in a Mouse’s Night»             | Бэнкс                    | 6:35         |
| 2.                  | «Blood on the Rooftops»              | Коллинз, Хэкетт          | 5:20         |
| 3.                  | «Unquiet Slumbers for the Sleepers…» | Резерфорд, Хэкетт        | 2:23         |
| 4.                  | «…In That Quiet Earth»               | Бэнкс, Резерфорд, Хэкетт | 4:49         |
| 5.                  | «Afterglow»                          | Бэнкс                    | 4:10         |
| Общая длительность: | Общая длительность:                  | Общая длительность:      | 50:19        |

## Участники записи
- Тони Бэнкс — acoustic & electric pianos, synthesizers (ARP 2600 & Pro-Soloist, Roland RS-202 String), mellotron, Hammond T-102 organ
- Фил Коллинз — вокал, барабаны, перкуссия
- Майк Резерфорд — bass (4, 6 & 8 strings), bass pedals, 12-string guitar, electric guitar, backing vocals
- Стив Хэкетт — electric guitar, classical guitar, 12-string guitar, kalimba, автоарфа

## Позиции в хит-парадах
| Хит-парад      | Наивысшая позиция |
| -------------- | ----------------- |
| Великобритания | 7                 |
| США            | 26                |
| Германия       | 19                |
| Новая Зеландия | 18                |
| Норвегия       | 12                |
| Швеция         | 21                |

| Хит-парад (1977)             | Позиция |
| ---------------------------- | ------- |
| Великобритания (Gallup Poll) | 47      |